# Mobilização Nacional
O Mobilização Nacional (MOBILIZA) é um partido político brasileiro de Centro-direita. Obteve registro permanente em 25 de outubro de 1990 com o nome Partido da Mobilização Nacional (PMN). Em abril de 2025 possuía 211.306  filiados. Em convenção nacional realizada entre 24 e 25 de julho de 2021, a mudança de nome da agremiação para Mobilização Nacional (MOBILIZA) foi aprovada, sendo homologada no TSE em dezembro de 2023.

## História

Antigo logotipo do partido.

O partido participou das eleições presidenciais no Brasil em duas oportunidades. Em 1989, lançou Brant como candidato à presidência, tendo terminado o pleito em décimo-nono lugar, com 109.909 votos (0,15% dos votos). Em 1998, o partido lançou a candidatura do brigadeiro Ivan Moacyr da Frota, que obteve uma votação maior: 251.337 votos (0,37% dos votos).
Eventualmente, o partido deteve representação parlamentar no Congresso Nacional. Valéria Monteiro foi convidada por um presidente estadual a se filiar ao PMN para concorrer à presidência do Brasil em 2018. No entanto, a convenção do partido abdicou da candidatura própria e de apoiar qualquer outro candidato no primeiro turno, resultando em processos judiciais por parte de Valéria Monteiro contra o partido.
Nas eleições parlamentares brasileiras de 2006, o PMN não conseguiu superar a então recém-instituída cláusula de barreira estabelecida pela legislação eleitoral. Em decorrência disso, o partido considerou fundir-se com o Partido Popular Socialista (PPS) e o Partido Humanista da Solidariedade (PHS) para formar um novo bloco partidário, cujo nome adotado foi Mobilização Democrática (MD). No entanto, após o Supremo Tribunal Federal julgar inconstitucional a cláusula, o bloco foi desfeito e os partidos se separaram.
Novamente, em abril de 2013, o PPS propôs fundir-se ao PMN para formar a Mobilização Democrática (MD). Entretanto, em 28 de junho de 2013, a executiva nacional do PMN rejeitou a proposta, anulando o processo de fusão.
Nas eleições municipais de 2016, o partido elegeu 28 prefeitos e 526 vereadores pelo país. O destaque do partido foi a eleição de Rafael Greca como prefeito de Curitiba, capital do Paraná, após vinte anos afastado da política.
Nas eleições gerais de 2018, o partido não declarou apoio a nenhum dos presidenciáveis. Elegeu apenas três deputados federais e seis deputados estaduais, além de ter ajudado a eleger os governadores do Acre, Alagoas, Bahia, Ceará, Goiás, Mato Grosso do Sul, Paraíba e Pernambuco, além de parlamentares de diversos partidos. Como o PMN não superou a nova cláusula de barreira ao não atingir 1,5% dos votos válidos nas eleições para a Câmara dos Deputados, perdeu acesso aos recursos do Fundo Partidário e ao tempo de propaganda eleitoral gratuita no rádio e na televisão.
Nas eleições municipais de 2020, o partido elegeu 13 prefeitos e 220 vereadores pelo país, tendo um resultado pior do que em 2016. Ao receber apenas 0,16% dos votos válidos para prefeitos no primeiro turno, o PMN ficou entre os partidos que podem não atingir os 2,0% de votos válidos para deputados federais em 2022, esbarrando na segunda etapa da cláusula de barreira.
Em março de 2021, o PMN chegou a ser uma das siglas com as quais o grupo político do presidente Jair Bolsonaro negociou sua entrada, apesar da resistência de membros do partido. A preferência do presidente era por um partido pequeno onde ele pudesse ter o controle da executiva nacional e dos diretórios.
Em abril de 2024, o ex-governador e ex-senador pelo Paraná Roberto Requião anunciou sua filiação ao partido, com o objetivo de retornar à prefeitura de Curitiba, cargo que ele já ocupou no final dos anos 1980. Requião obteve pelo partido 17.155 votos, alcançando a 7ª posição.

## Organização
| Deputados estaduais eleitos (6) | Deputados estaduais eleitos (6) | Deputados estaduais eleitos (6) | Deputados estaduais eleitos (6) |
| UF | Deputado(a)                     |                                 |                                 |
| --- | ------------------------------- | ------------------------------- | ------------------------------- |
| DF | Rogério Morro da Cruz           |                                 |                                 |
| CE | Lucinildo Frota                 |                                 |                                 |
| RJ | Fred Pacheco                    |                                 |                                 |
| MG | Gustavo Valadares               |                                 |                                 |
| MG | Enes Candido                    |                                 |                                 |
| MG | Grego                           |                                 |                                 |
| Observações: Em 2022, o PMN elegeu 6 deputados estaduais. Os deputados Rogério Morro da Cruz (DF) e Lucinildo Frota (CE) deixaram o partido, filiando-se ao PRD e PDT, respectivamente. |                                 |                                 |                                 |

| Data      | Filiados | Crescimento anual | Crescimento anual |
| --------- | -------- | ----------------- | ----------------- |
| dez./2008 | 212.101  | —                 | —                 |
| dez./2009 | 217.804  | 5.703             | +2,7%             |
| dez./2010 | 194.065  | 23.739            | -12,2%            |
| dez./2011 | 211.794  | 17.729            | +9,1%             |
| dez./2012 | 213.436  | 1.642             | +0,8%             |
| dez./2013 | 211.251  | 2.185             | -1,0%             |
| dez./2014 | 208.466  | 2.785             | -1,3%             |
| dez./2015 | 215.541  | 7.075             | +3,4%             |
| dez./2016 | 223.499  | 7.958             | +3,7%             |
| dez./2017 | 221.226  | 2.273             | -1,0%             |
| dez./2018 | 221.145  | 81                | -0,0%             |
| dez./2019 | 218.561  | 2.584             | -1,2%             |
| dez./2020 | 215.070  | 3.491             | -1,6%             |
| dez./2021 | 210.923  | 4.147             | -2,0%             |
| dez./2022 | 207.111  | 3.812             | -1,8%             |
| dez./2023 | 202.532  | 4.579             | -2,3%             |
| dez./2024 | 212.328  | 9.796             | +4,8%             |

### Simbologia
Desde a década de 1980, o MOBILIZA utiliza o triângulo da Inconfidência Mineira como símbolo, tendo como patrono Joaquim José da Silva Xavier, o Tiradentes. No dia 21 de abril de 1986, Dia de Tiradentes, foi lançado no sítio de Pombal (local de nascimento do patrono) o Movimento d'A Retomada da Inconfidência, baseado na Carta de São João D'el Rey, de Oscar Noronha Filho, um dos políticos mais influentes do partido.

## Desempenho eleitoral
| Legislatura      | Bancada | %    | ± |
| ---------------- | ------- | ---- | - |
| 49.ª (1991–1995) | 1 / 503 | 0,19 | 1 |
| 50.ª (1995–1999) | 4 / 513 | 0,77 | 3 |
| 51.ª (1999–2003) | 2 / 513 | 0,38 | 2 |
| 52.ª (2003–2007) | 1 / 513 | 0,19 | 1 |
| 53.ª (2007–2011) | 3 / 513 | 0,58 | 2 |
| 54.ª (2011–2015) | 4 / 513 | 0,77 | 1 |
| 55.ª (2015–2019) | 3 / 513 | 0,58 | 1 |
| 56.ª (2019–2023) | 3 / 513 | 0,58 | 0 |
| 57.ª (2023–2027) | 0 / 513 | 0,23 | 3 |

Os números das bancadas representam o início de cada legislatura, desconsiderando, por exemplo, parlamentares que tenham mudado de partido posteriormente.

### Eleições estaduais
| Participação e desempenho do PMN nas eleições estaduais de 2022 |                                         |                             | |                                    |                                     |
| Candidatos majoritários eleitos. Em negrito estão os candidatos filiados ao PMN durante a eleição. Os cargos obtidos na Câmara Federal e nas Assembleias Legislativas são referentes às coligações proporcionais que o PMN compôs. Tais coligações não são necessariamente iguais às coligações majoritárias e geralmente são menores. Não estão listados os futuros suplentes empossados. \| UF \| Candidatos(as) a Governador(a) e a Vice \| Candidatos(as) a Senador(a) \| Coligação majoritária (governo e senado) \| Deputados(as) federais eleitos(as) \| Deputados(as) estaduais eleitos(as) \| \| -- \| --------------------------------------- \| --------------------------- \| ----------------------------------------------------------------------------------------------------------------- \| ---------------------------------- \| ----------------------------------- \| \| AC \| Gladson Cameli (PP) \| Ney Amorim (PODE) \| PMN / PP / PDT / Federação PSDB Cidadania / PODE / Solidariedade / Patriota / DC / PMB \| \| \| \| AC \| Maliza Gomes (PP) \| Ney Amorim (PODE) \| PMN / PP / PDT / Federação PSDB Cidadania / PODE / Solidariedade / Patriota / DC / PMB \| \| \| \| AL \| ninguém \| ninguém \| nenhuma \| ninguém \| ninguém \| \| AM \| Wilson Lima (UNIÃO) \| Coronel Menezes (PL) \| PMN / UNIÃO / PL / Patriota / PTB / Republicanos / Avante / PSC / PRTB / PP \| \| \| \| AM \| Tadeu de Souza (Avante) \| Coronel Menezes (PL) \| PMN / UNIÃO / PL / Patriota / PTB / Republicanos / Avante / PSC / PRTB / PP \| \| \| \| AP \| ninguém \| ninguém \| nenhuma \| ninguém \| ninguém \| \| BA \| ACM Neto (UNIÃO) \| Cacá Leão (PP) \| PMN / UNIÃO / Republicanos / PP / Federação PSDB e Cidadania / PSC / PTB / PDT / PODE / PRTB / Solidariedade / DC \| \| \| \| BA \| Ana Coelho (Republicanos) \| Cacá Leão (PP) \| PMN / UNIÃO / Republicanos / PP / Federação PSDB e Cidadania / PSC / PTB / PDT / PODE / PRTB / Solidariedade / DC \| \| \| \| CE \| Roberto Cláudio (PDT) \| Erika Amorim (PSD) \| PMN / PDT / PSD / PSB / PSC / Patriota / Agir / DC / PMB \| \| \| \| CE \| Domingos Filho (PSD) \| Erika Amorim (PSD) \| PMN / PDT / PSD / PSB / PSC / Patriota / Agir / DC / PMB \| \| \| \| DF \| ninguém \| Flavia Arruda (PL) \| PMN / MDB / PP / PL / Agir / Solidariedade / PROS / PTB / Patriota \| \| \| \| ES \| ninguém \| ninguém \| nenhuma \| ninguém \| ninguém \| \| GO \| Gustavo Mendanha (Patriota) \| João Campos (Republicanos) \| PMN / Patriota / Republicanos / Agir / DC / PMB \| \| \| \| GO \| Heuler Cruvinel (Patriota) \| João Campos (Republicanos) \| PMN / Patriota / Republicanos / Agir / DC / PMB \| \| \| \| MA \| Lahésio Bonfim (PSC) \| ninguém \| PMN / PSC \| \| \| \| MA \| Dr. Gutemberg (PSC) \| ninguém \| PMN / PSC \| \| \| \| MG \| Romeu Zema (NOVO) \| Marcelo Aro (PP) \| PMN / NOVO / Avante / PP / Solidariedade / PODE / Patriota / MDB / DC / Agir \| \| \| \| MG \| Professor Mateus (NOVO) \| Marcelo Aro (PP) \| PMN / NOVO / Avante / PP / Solidariedade / PODE / Patriota / MDB / DC / Agir \| \| \| \| MS \| ninguém \| ninguém \| nenhuma \| ninguém \| ninguém \| \| MT \| ninguém \| ninguém \| nenhuma \| ninguém \| ninguém \| \| PA \| ninguém \| ninguém \| nenhuma \| ninguém \| ninguém \| \| PB \| João Azevêdo (PSB) \| Pollyanna Dutra (PSB) \| PMN / PSB / Agir / PP / Avante / PSD / Solidariedade / PODE / Republicanos / Patriota \| \| \| \| PB \| Lucas Ribeiro (PDT) \| Pollyanna Dutra (PSB) \| PMN / PSB / Agir / PP / Avante / PSD / Solidariedade / PODE / Republicanos / Patriota \| \| \| \| PE \| Marília Arraes (Solidariedade) \| André de Paula (PSD) \| PMN / Solidariedade / Avante / PSD / Agir / PROS \| \| \| \| PE \| Sebastião Oliveira (Avante) \| André de Paula (PSD) \| PMN / Solidariedade / Avante / PSD / Agir / PROS \| \| \| \| PI \| Ravenna Castro (PMN) \| Ajosé Fontenele (PMN) \| PMN \| \| \| \| PI \| Erivelton Quixaba (PMN) \| Ajosé Fontenele (PMN) \| PMN \| \| \| \| PR \| Solange Ferreira (PMN) \| Dr Sabóia (PMN) \| PMN \| \| \| \| PR \| Sargento Osni (PMN) \| Dr Sabóia (PMN) \| PMN \| \| \| \| RJ \| Cláudio Castro (PL) \| ninguém \| PMN / PL / MDB / Avante / DC / PODE / PP / PROS / PRTB / PSC / PTB / Republicanos / Solidariedade / UNIÃO \| \| \| \| RJ \| Thiago Pampolha (UNIÃO) \| ninguém \| PMN / PL / MDB / Avante / DC / PODE / PP / PROS / PRTB / PSC / PTB / Republicanos / Solidariedade / UNIÃO \| \| \| \| RN \| Nazarenho Neris (PMN) \| Pastor Silvestre (PMN) \| PMN \| \| \| \| RN \| Fernando Luiz (PMN) \| Pastor Silvestre (PMN) \| PMN \| \| \| \| RO \| Léo Moraes (PODE) \| Expedito Junior (PSD) \| PMN / PODE / PSD \| \| \| \| RO \| Coronel Rildo (PSD) \| Expedito Junior (PSD) \| PMN / PODE / PSD \| \| \| \| RR \| ninguém \| ninguém \| nenhuma \| ninguém \| ninguém \| \| RS \| ninguém \| ninguém \| nenhuma \| ninguém \| ninguém \| \| SC \| ninguém \| ninguém \| nenhuma \| ninguém \| ninguém \| \| SE \| Valmir de Francisquinho (PL) \| Eduardo Amorim (PL) \| PMN / Patriota / PL / PROS / PTB \| \| \| \| SE \| Emília Corrêa (Patriota) \| Eduardo Amorim (PL) \| PMN / Patriota / PL / PROS / PTB \| \| \| \| SP \| Tarcísio de Freitas (Republicanos) \| Marcos Pontes (PL) \| PMN / Republicanos / PSD / PL / PTB / PSC \| \| \| \| SP \| Felício Ramuth (PSD) \| Marcos Pontes (PL) \| PMN / Republicanos / PSD / PL / PTB / PSC \| \| \| \| TO \| ninguém \| ninguém \| nenhuma \| ninguém \| ninguém \| |                                         |                             | |                                    |                                     |
| UF | Candidatos(as) a Governador(a) e a Vice | Candidatos(as) a Senador(a) | Coligação majoritária (governo e senado)                                                                          | Deputados(as) federais eleitos(as) | Deputados(as) estaduais eleitos(as) |
| AC | Gladson Cameli (PP)                     | Ney Amorim (PODE)           | PMN / PP / PDT / Federação PSDB Cidadania / PODE / Solidariedade / Patriota / DC / PMB                            |                                    |                                     |
| AC | Maliza Gomes (PP)                       | Ney Amorim (PODE)           | PMN / PP / PDT / Federação PSDB Cidadania / PODE / Solidariedade / Patriota / DC / PMB                            |                                    |                                     |
| AL | ninguém                                 | ninguém                     | nenhuma | ninguém                            | ninguém                             |
| AM | Wilson Lima (UNIÃO)                     | Coronel Menezes (PL)        | PMN / UNIÃO / PL / Patriota / PTB / Republicanos / Avante / PSC / PRTB / PP                                       |                                    |                                     |
| AM | Tadeu de Souza (Avante)                 | Coronel Menezes (PL)        | PMN / UNIÃO / PL / Patriota / PTB / Republicanos / Avante / PSC / PRTB / PP                                       |                                    |                                     |
| AP | ninguém                                 | ninguém                     | nenhuma | ninguém                            | ninguém                             |
| BA | ACM Neto (UNIÃO)                        | Cacá Leão (PP)              | PMN / UNIÃO / Republicanos / PP / Federação PSDB e Cidadania / PSC / PTB / PDT / PODE / PRTB / Solidariedade / DC |                                    |                                     |
| BA | Ana Coelho (Republicanos)               | Cacá Leão (PP)              | PMN / UNIÃO / Republicanos / PP / Federação PSDB e Cidadania / PSC / PTB / PDT / PODE / PRTB / Solidariedade / DC |                                    |                                     |
| CE | Roberto Cláudio (PDT)                   | Erika Amorim (PSD)          | PMN / PDT / PSD / PSB / PSC / Patriota / Agir / DC / PMB                                                          |                                    |                                     |
| CE | Domingos Filho (PSD)                    | Erika Amorim (PSD)          | PMN / PDT / PSD / PSB / PSC / Patriota / Agir / DC / PMB                                                          |                                    |                                     |
| DF | ninguém                                 | Flavia Arruda (PL)          | PMN / MDB / PP / PL / Agir / Solidariedade / PROS / PTB / Patriota                                                |                                    |                                     |
| ES | ninguém                                 | ninguém                     | nenhuma | ninguém                            | ninguém                             |
| GO | Gustavo Mendanha (Patriota)             | João Campos (Republicanos)  | PMN / Patriota / Republicanos / Agir / DC / PMB                                                                   |                                    |                                     |
| GO | Heuler Cruvinel (Patriota)              | João Campos (Republicanos)  | PMN / Patriota / Republicanos / Agir / DC / PMB                                                                   |                                    |                                     |
| MA | Lahésio Bonfim (PSC)                    | ninguém                     | PMN / PSC |                                    |                                     |
| MA | Dr. Gutemberg (PSC)                     | ninguém                     | PMN / PSC |                                    |                                     |
| MG | Romeu Zema (NOVO)                       | Marcelo Aro (PP)            | PMN / NOVO / Avante / PP / Solidariedade / PODE / Patriota / MDB / DC / Agir                                      |                                    |                                     |
| MG | Professor Mateus (NOVO)                 | Marcelo Aro (PP)            | PMN / NOVO / Avante / PP / Solidariedade / PODE / Patriota / MDB / DC / Agir                                      |                                    |                                     |
| MS | ninguém                                 | ninguém                     | nenhuma | ninguém                            | ninguém                             |
| MT | ninguém                                 | ninguém                     | nenhuma | ninguém                            | ninguém                             |
| PA | ninguém                                 | ninguém                     | nenhuma | ninguém                            | ninguém                             |
| PB | João Azevêdo (PSB)                      | Pollyanna Dutra (PSB)       | PMN / PSB / Agir / PP / Avante / PSD / Solidariedade / PODE / Republicanos / Patriota                             |                                    |                                     |
| PB | Lucas Ribeiro (PDT)                     | Pollyanna Dutra (PSB)       | PMN / PSB / Agir / PP / Avante / PSD / Solidariedade / PODE / Republicanos / Patriota                             |                                    |                                     |
| PE | Marília Arraes (Solidariedade)          | André de Paula (PSD)        | PMN / Solidariedade / Avante / PSD / Agir / PROS                                                                  |                                    |                                     |
| PE | Sebastião Oliveira (Avante)             | André de Paula (PSD)        | PMN / Solidariedade / Avante / PSD / Agir / PROS                                                                  |                                    |                                     |
| PI | Ravenna Castro (PMN)                    | Ajosé Fontenele (PMN)       | PMN |                                    |                                     |
| PI | Erivelton Quixaba (PMN)                 | Ajosé Fontenele (PMN)       | PMN |                                    |                                     |
| PR | Solange Ferreira (PMN)                  | Dr Sabóia (PMN)             | PMN |                                    |                                     |
| PR | Sargento Osni (PMN)                     | Dr Sabóia (PMN)             | PMN |                                    |                                     |
| RJ | Cláudio Castro (PL)                     | ninguém                     | PMN / PL / MDB / Avante / DC / PODE / PP / PROS / PRTB / PSC / PTB / Republicanos / Solidariedade / UNIÃO         |                                    |                                     |
| RJ | Thiago Pampolha (UNIÃO)                 | ninguém                     | PMN / PL / MDB / Avante / DC / PODE / PP / PROS / PRTB / PSC / PTB / Republicanos / Solidariedade / UNIÃO         |                                    |                                     |
| RN | Nazarenho Neris (PMN)                   | Pastor Silvestre (PMN)      | PMN |                                    |                                     |
| RN | Fernando Luiz (PMN)                     | Pastor Silvestre (PMN)      | PMN |                                    |                                     |
| RO | Léo Moraes (PODE)                       | Expedito Junior (PSD)       | PMN / PODE / PSD                                                                                                  |                                    |                                     |
| RO | Coronel Rildo (PSD)                     | Expedito Junior (PSD)       | PMN / PODE / PSD                                                                                                  |                                    |                                     |
| RR | ninguém                                 | ninguém                     | nenhuma | ninguém                            | ninguém                             |
| RS | ninguém                                 | ninguém                     | nenhuma | ninguém                            | ninguém                             |
| SC | ninguém                                 | ninguém                     | nenhuma | ninguém                            | ninguém                             |
| SE | Valmir de Francisquinho (PL)            | Eduardo Amorim (PL)         | PMN / Patriota / PL / PROS / PTB                                                                                  |                                    |                                     |
| SE | Emília Corrêa (Patriota)                | Eduardo Amorim (PL)         | PMN / Patriota / PL / PROS / PTB                                                                                  |                                    |                                     |
| SP | Tarcísio de Freitas (Republicanos)      | Marcos Pontes (PL)          | PMN / Republicanos / PSD / PL / PTB / PSC                                                                         |                                    |                                     |
| SP | Felício Ramuth (PSD)                    | Marcos Pontes (PL)          | PMN / Republicanos / PSD / PL / PTB / PSC                                                                         |                                    |                                     |
| TO | ninguém                                 | ninguém                     | nenhuma | ninguém                            | ninguém                             |

### Eleições presidenciais
| Ano  | Imagem | Candidato(a) a Presidente      | Candidato a Vice-Presidente  | Coligação                                                    | Votos               | Posição |
| ---- | ------ | ------------------------------ | ---------------------------- | ------------------------------------------------------------ | ------------------- | ------- |
| 1989 |        | Celso Brant (PMN)              | José Natan Emídio Neto (PMN) | Sem coligação                                                | 109.909 (0,15%)     | 19ª     |
| 1994 |        | Leonel Brizola (PDT)           | Darcy Ribeiro (PDT)          | Força do Povo (PDT e PMN)                                    | 2.015.284 (3,18%)   | 5ª      |
| 1998 |        | Ivan Frota (PMN)               | João Ferreira da Silva (PMN) | Sem coligação                                                | 251.337 (0,37%)     | 5ª      |
| 2002 |        | Luiz Inácio Lula da Silva (PT) | José Alencar (PL)            | Lula Presidente (PT, PL, PCdoB, PMN e PCB)                   | 52.793.364 (61,27%) | 1ª      |
| 2010 |        | José Serra (PSDB)              | Indio da Costa (DEM)         | O Brasil Pode Mais (PSDB, DEM, PPS, PMN, PTdoB, PTB)         | 43.711.388 (43,95%) | 2ª      |
| 2014 |        | Aécio Neves (PSDB)             | Aloysio Nunes (PSDB)         | Muda Brasil (PSDB, SD, PMN, PEN, PTN, PTC, DEM, PTdoB e PTB) | 51.036.040 (48,36%) | 2ª      |